# منابیتان
منابیتان (انگلیسی: Menabitan) یا هیدروکلرید منابیتان, نوعی داروی صناعی است که به عنوان آگونیست نیرومند گیرنده کانابینوئید عمل می‌کند. این دارو شباهت زیادی به کانابینوئیدهای طبیعی از گروه تتراهیدروکانابینول (THC) دارد و تفاوت آنها تنها در زنجیره‌های جانبی درازتر و شاخه شاخه تر آنهاست و نیز کربن موقعیت نه (۹) آنها با نیتروژن جایگزین شده است. در دهه ۱۹۷۰ این دارو به هنوان یک ترکیب مسکن مورد بررسی قرار گرفت و روشن شد که در انسان و جانوران دارای اثرات تسکینی است، اما این دارو هرگز وارد بازار نشد.